# Pontville
Pontville ist eine ländliche Gemeinde im Südosten Tasmaniens etwa 35 km nördlich von Hobart. Bei der Volkszählung im Jahr 2016 hatte der Ort 623 Einwohner.

## Geschichte
Durch seine Lage an der Straße zwischen Hobart und Launceston bildete sich Pontville bereits in den 1820er Jahren als wichtiger Rastplatz heraus. In der ersten Hälfte des 19. Jahrhunderts wurde zusätzlich ein Militärstützpunkt errichtet. 1832 wurde das erste Postamt, noch unter dem Namen Brighton, eröffnet, und 1895 in Pontville umbenannt. Von 1891 bis 1947 bestand eine Eisenbahnverbindung nach Hobart. 
Die Kaserne ist heute geschlossen und wurde eine Zeit lang in Form des Pontville Immigration Detention Centre als Flüchtlingscamp für Asylsuchende verwendet. Mittlerweile befindet sich das Gelände im Besitz eines Farmers.